# Bistum Zacatecoluca
Das Bistum Zacatecoluca (lateinisch Dioecesis Zacatecolucana, spanisch Diócesis de Zacatecoluca) ist eine in El Salvador gelegene römisch-katholische Diözese mit Sitz in Zacatecoluca. Es umfasst das Departamentos La Paz und einen kleinen Teil von San Vicente.

## Geschichte
Papst Johannes Paul II. errichtete das Bistum am 5. Mai 1987 aus Gebietsabtretungen des Bistums San Vicente. Es wurde dem Erzbistum San Salvador als Suffraganbistum unterstellt.

## Bischöfe von Zacatecoluca
- Romeo Tovar Astorga OFM (5. Mai 1987 – 17. Dezember 1996, dann Koadjutorbischof von San Miguel)
- Elías Samuel Bolaños Avelar SDB (seit 27. Februar 1998)

## Siehe auch

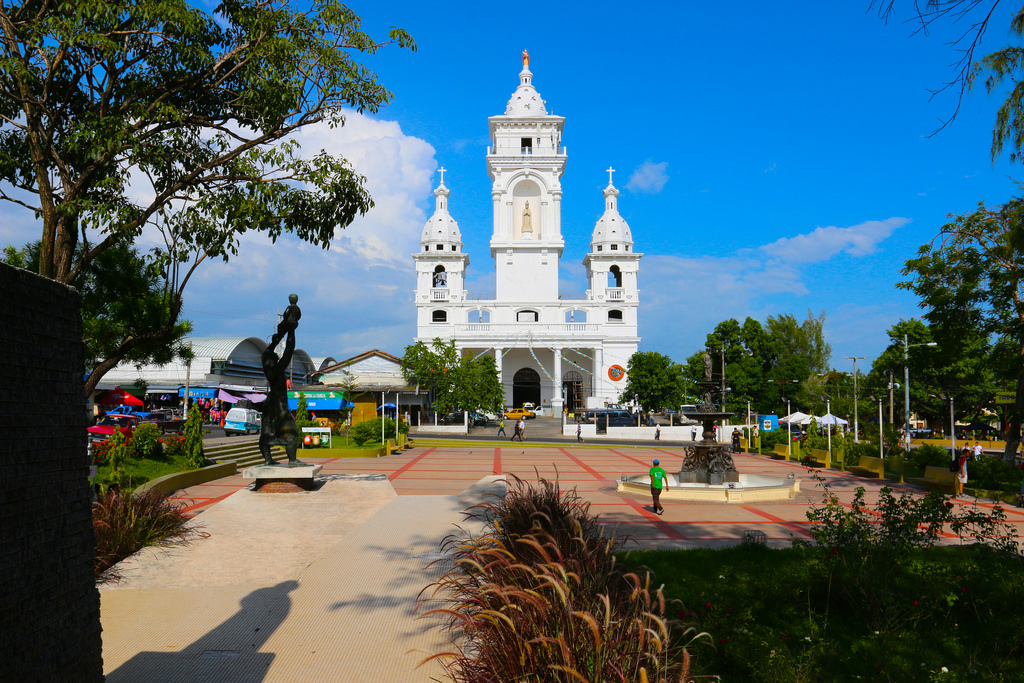
Kathedrale Nuestra Señora de los Pobres in Zacatecoluca